# Sparkasse Staufen-Breisach
Die Sparkasse Staufen-Breisach ist eine öffentlich-rechtliche Sparkasse mit Sitz in Staufen im Breisgau und Breisach am Rhein in Baden-Württemberg.

## Organisationsstruktur
Die Sparkasse Staufen-Breisach ist eine Anstalt des öffentlichen Rechts mit Sitz in Staufen im Breisgau und Breisach am Rhein, welche auf Basis des Kreditwesengesetzes (KWG), des Sparkassengesetz für Baden-Württemberg und seiner, durch den Verwaltungsrat der Sparkasse erlassenen Satzung Bankgeschäfte betreibt. Die Organe der Sparkasse bestehen aus dem Vorstand und dem Verwaltungsrat.

## Geschäftszahlen
Die Sparkasse Staufen-Breisach wies im Geschäftsjahr 2023 eine Bilanzsumme von 1,659 Mrd. Euro aus und verfügte über Kundeneinlagen von 1,319 Mrd. Euro. Gemäß der Sparkassenrangliste 2023 liegt sie nach Bilanzsumme auf Rang 264. Sie unterhält 16 Filialen/Selbstbedienungsstandorte und beschäftigt 272 Mitarbeiter.

## Gesellschaftliches Engagement
Die Sparkasse Staufen-Breisach verfügt über zwei sparkasseneigene Stiftungen.
Die „Stiftung der Sparkasse Staufen-Breisach“ fördert Kunst und Kultur, Umwelt sowie Soziales. Zweck der Stiftung ist die Förderung kultureller Zwecke, des Umweltschutzes, der Jugend- und Altenhilfe sowie mildtätige Zwecke.
Die „Regio-Stiftung“ steht für die Förderung des Gemeinwohls, insbesondere von Wissenschaft und Forschung, Bildung und Erziehung, Kunst und Kultur, Völkerverständigung, Umwelt-, Landschafts- und Denkmalschutzes, Heimatgedankens, Jugend- und Altenhilfe, für die Unterstützung hilfsbedürftiger Personengruppen, die Förderung des öffentlichen Gesundheitswesens, des Wohlfahrtswesens, des Sports, der Tier- und Pflanzenzucht und des traditionellen Brauchtums. Sie unterstützt dies mit Spenden und Sponsoring-Aktivitäten.

## Geschäftsgebiet
Das Geschäftsgebiet der Sparkasse Staufen-Breisach liegt im Landkreis Breisgau-Hochschwarzwald und erstreckt sich vom Kaiserstuhl bis ins Markgräflerland. Die 19 Trägergemeinden sind Bad Krozingen, Ballrechten-Dottingen, Bollschweil, Breisach am Rhein, Ebringen, Ehrenkirchen, Eschbach, Gottenheim, Hartheim am Rhein, Heitersheim, Ihringen, Merdingen, Münstertal, Pfaffenweiler, Sasbach am Kaiserstuhl, Schallstadt, Staufen im Breisgau, Sulzburg und Vogtsburg im Kaiserstuhl.
In ihrem Geschäftsgebiet verfügt die Sparkasse über 7 BeratungsCenter, 9 SB-Filialen und 30 Geldausgabeautomaten.

## Geschichte

### Sparkasse Staufen im Breisgau
Die Sparkasse Staufen im Breisgau verdankt ihre Entstehung einer privaten Initiative im Jahr 1841. Den wirtschaftlich schwächeren Bevölkerungskreisen sollte die Gelegenheit gegeben werden, ihre Spargelder sicher und zinsbringend anlegen zu können. Darüber hinaus sollten auch Wirtschaft, Selbstständige und Handel sowie mittelständische Unternehmen in der Region durch Kredite gefördert werden.
1856 übernahm die Stadt Staufen im Breisgau die Garantie für die Einlagen der Sparkasse. Daraufhin wurde der erste Verwaltungsrat einer öffentlichen Sparkasse in Staufen i. Br. gebildet. Ein Jahr später, am 1. Februar 1857, nahm die Sparkasse ihre Geschäftstätigkeit im Haus Hugard in Staufen auf. 1864 wurde die Sparkasse in Mengen gegründet, welche 1973 mit der Sparkasse Staufen i. Br. fusionierte. 1865 wurde die Sparkasse Staufen i. Br. zur Waisen-, Spar- und Hinterlegungskasse, 1881 zur Bezirkssparkasse Staufen im Breisgau. Die Geschäftsstelle in Bad Krozingen eröffnete 1929.

### Bezirkssparkasse Breisach
Gegründet wurde die Sparkasse im Februar 1853 als „Öffentliche Spar-Cahse“. 1900 wurde ein Verwaltungsgebäude am Neutorplatz in Breisach am Rhein gebaut. Die Außenstelle in Königschaffhausen eröffnete 1935. Ein Jahr später wurde der Gewährträgerverband mit den Gemeinden Breisach, Burkheim am Kaiserstuhl, Gündlingen, Leiselheim, Merdingen, Schelingen und Wasenweiler gegründet. Die Sparkasse nannte sich ab diesem Zeitpunkt „Bezirkssparkasse Breisach – Öffentliche Verbandssparkasse“. 1938 eröffnete eine weitere Außenstelle in Oberrimsingen. Im September des darauffolgenden Jahres wurde, durch die unmittelbare Lage an der Westfront, die Verlegung der Sparkasse nach St. Blasien und später nach Kirchzarten erforderlich (Dezember 1939). Nach der Rückkehr im Juni 1940 erfolgte 1944 eine zweite Evakuierung nach Kirchzarten. 1959 und 1960 öffneten die Geschäftsstellen in Ihringen und Oberrotweil. 1975 musste die Geschäftsstelle Königschaffhausen, wegen der Gemeinde- und  Kreisreform, an die benachbarte Sparkasse Nördlicher Breisgau abgetreten werden.

### Sparkasse Staufen-Breisach
Am 1. Januar 2001 fusionierten die „Sparkasse Staufen im Breisgau“ und die „Bezirkssparkasse Breisach – Öffentliche Verbandssparkasse“ zur Sparkasse Staufen-Breisach. Hieraus resultieren die beiden Hauptstellen in Breisach am Rhein und Staufen im Breisgau. Geleitet wird die Sparkasse Staufen-Breisach von Michael Grüninger (Vorstandsvorsitzender) und Alexander Vogel (Vorstandsmitglied).